# المجمع المغلق 1389
المجمع المغلق 1389 هو المجمع الموكول بانتخاب بابا الكنيسة الكاثوليكية الجديد بعد استقالة البابا. انعقد مجمع الكرادلة لانتخاب البابا الجديد بدءًا من
25 أكتوبر 1389 وانتهى في 2 نوفمبر 1389. انتُخبَ بونيفاس التاسع ليكون البابا الجديد للكنيسة.